# 沼田通嗣
沼田 通嗣（ぬまた みちつぐ、1962年 - ）は、テレパック取締役プロデューサー。神奈川県出身。

## 経歴・人物
1983年、早稲田大学第一文学部文芸科卒業後、テレパックに入社。
情報・ドキュメンタリー番組から、1986年に『男女7人夏物語』の制作補（アシスタント・プロデューサー）となる。1991年、TBS深夜ドラマ『ルージュの伝言』でプロデューサーとしてデビューになる。

## 主な代表作

### プロデューサー
- ルージュの伝言（1991年、TBS）
- 眠れない夜をかぞえて（1992年、TBS）
- おれはO型・牡羊座（1994年、日本テレビ）
- 新婚なり!（1995年、TBS）※ブレインスタッフ担当
- てっぺん（1999年、テレビ朝日）
- 西村京太郎サスペンス・十津川警部シリーズ21「西伊豆・美しき殺意」（2001年、TBS）
- 西村京太郎サスペンス・探偵 左文字進3「空巣と殺人」（2001年、TBS）
- 西村京太郎サスペンス・十津川警部シリーズ23「終着駅殺人事件」（2001年、TBS）
- 西村京太郎サスペンス・十津川警部シリーズ24「伊豆の海に消えた女」（2002年、TBS）
- 西村京太郎サスペンス・十津川警部シリーズ25「南紀白浜殺人ルート」（2002年、TBS）
- 西村京太郎サスペンス・探偵 左文字進5「5人目の女」（2002年、TBS）
- 西村京太郎サスペンス・十津川警部シリーズ26「特急おおぞら殺人事件」（2002年、TBS）
- 西村京太郎サスペンス・探偵 左文字進6「避暑地の殺人者」（2002年、TBS）
- 西村京太郎サスペンス・十津川警部シリーズ27「九州特急つばめ殺人事件」（2003年、TBS）
- 西村京太郎サスペンス・十津川警部シリーズ28「陸中海岸殺意の旅」（2003年、TBS）
- 西村京太郎サスペンス・探偵 左文字進7「失踪」（2003年、TBS）
- ラブ・レター（2003年、テレビ東京）
- 貫太ですッ!（2003年、東海テレビ）
- 西村京太郎サスペンス・十津川警部シリーズ29「松山・道後十七文字の殺人」（2003年、TBS）
- 西村京太郎サスペンス・探偵 左文字進8「鶴富姫伝説の殺意」（2003年、TBS）
- 山村美紗サスペンス・名探偵キャサリン13「京都・宇治川殺人事件」（2003年、TBS）
- 西村京太郎サスペンス・十津川警部シリーズ30「パリ〜東京殺人ルート」（2003年、TBS）
- 西村京太郎サスペンス・十津川警部シリーズ31「四国連絡特急殺人事件」（2004年、TBS）
- 西村京太郎サスペンス・探偵 左文字進9「16年目の訪問者」（2004年、TBS）
- 西村京太郎サスペンス・十津川警部シリーズ32「愛の伝説・釧路湿原」（2004年、TBS）
- 西村京太郎サスペンス・十津川警部シリーズ33「東北新幹線『はやて』殺人事件」（2004年、TBS）
- 西村京太郎サスペンス・十津川警部シリーズ34「寝台特急〈ブルートレイン〉『あさかぜ』殺人事件」（2005年、TBS）
- 西村京太郎サスペンス・十津川警部シリーズ35「金沢加賀殺意の旅」（2005年、TBS）
- 西村京太郎サスペンス・十津川警部シリーズ36「河津・天城連続殺人事件」（2006年、TBS）
- 光抱く友よ（2006年、東海テレビ）
- 紅の紋章（2006年、東海テレビ）
- 坊っちゃん先生 〜北の果て島より〜（2007年、日本テレビ）
- 愛の迷宮（2007年、東海テレビ）
- 愛讐のロメラ（2008年、東海テレビ）
- 浅見光彦シリーズ26「津和野殺人事件」（2008年、TBS）
- 嵐がくれたもの（2009年、東海テレビ）
- 花嫁のれん（2010年、東海テレビ）
- 内部調査官・水平直の報告書（2011年、TBS）
- 花嫁のれん2（2011年、東海テレビ）
- レジデント〜5人の研修医（2012年、TBS）
- スケート靴の約束（2013年、テレビ愛知）
- 花嫁のれん3（2014年、東海テレビ）

### プロデューサー補
- 男女7人夏物語（1986年、TBS）
- 男女7人秋物語（1987年、TBS）
- 次男次女ひとりっ子物語（1992年、TBS）